# À Deriva
À Deriva é um filme brasileiro de 2009, dirigido e escrito por Heitor Dhalia, e produzido pela O2 Filmes.
Foi selecionado para a 62ª edição do Festival de Cannes, concorrendo na mostra paralela "Um certo olhar" (Un certain regard). No Festival de Cinema de Havana de 2009 ganhou o prêmio de melhor fotografia.

## Sinopse
À Deriva conta a história de Filipa (Laura Neiva), uma menina de 14 anos de idade que passa as férias com sua família na cidade de Búzios, no Rio de Janeiro. Enquanto descobre a si mesma, travando contato com as paixões e desafios comuns da adolescência, Filipa tem que lidar com a descoberta do relacionamento extraconjugal que seu pai, Matias (Vincent Cassel) mantém com Ângela (Camilla Belle), vizinha de sua casa de praia.[carece de fontes?]

## Elenco
- Laura Neiva - Filipa
- Vincent Cassel - Matias
- Débora Bloch - Clarice
- Camilla Belle - Ângela
- Gregório Duvivier - Lucas
- Cauã Reymond